# Plongeon huard
Gavia immer
Pour les articles homonymes, voir Huard.
Espèce
Statut de conservation UICN

 LC  : Préoccupation mineure
Répartition géographique

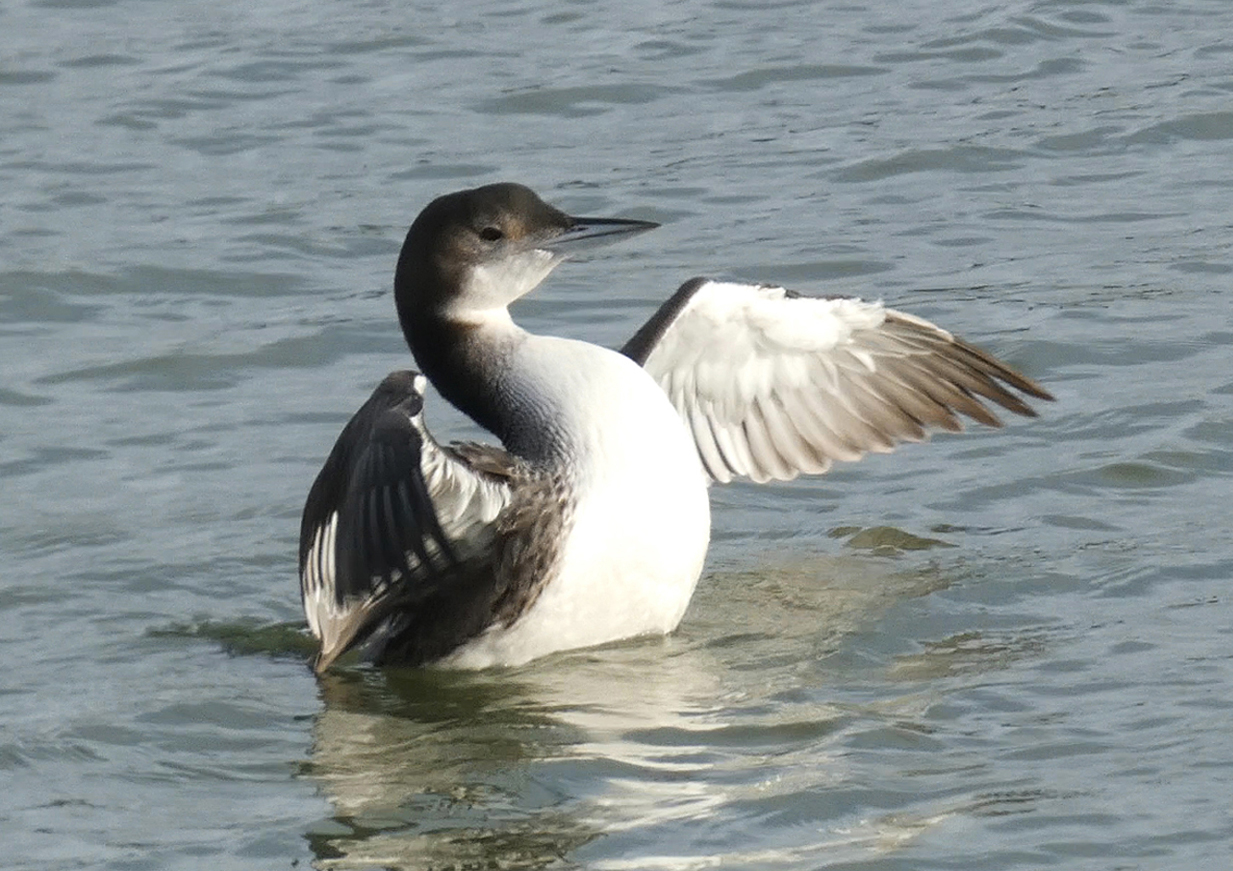
Plongeon Huard en plumage d'hiver au Croisic (France).

Le Plongeon huard (Gavia immer), aussi appelé le Plongeon imbrin en Europe, le Huard à collier au Canada ou le Richepaume en Acadie, est une espèce d'oiseaux de la famille des Gaviiformes. Il est de grande taille, bien qu’un peu plus petit que le Plongeon à bec blanc auquel il ressemble fort. Il est plus grand, plus rare et plus septentrional que le Plongeon arctique.

## Morphologie

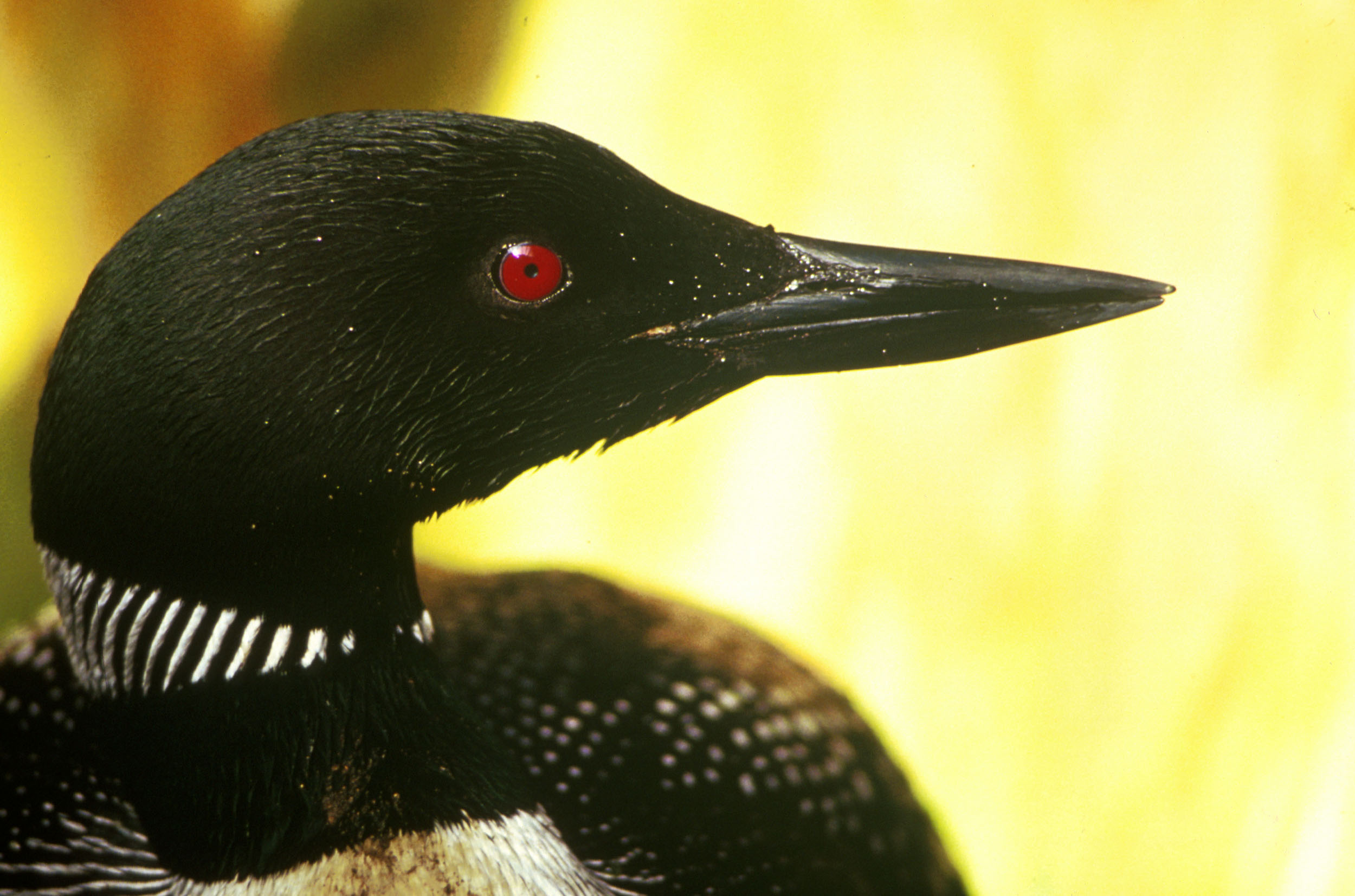
La tête d'un Plongeon huard

Cet oiseau, aussi gros qu'une oie, mesure de 68 à 88 cm de longueur et pèse en moyenne 3 700 g pour les femelles, et 4 200 g pour les mâles.
Son envergure est de 117 à 150 cm. Les autres dimensions sont 330 à 385 mm pour l'aile pliée, 54 à 73 mm pour la queue et 76 à 98 mm pour le tarse.
Les pattes (qui mesurent environ 13 cm) sont sombres puisque noires et gris clair. Les iris sont rouge brun. Son bec gris noir à pointe blanchâtre assez fort, en forme de poignard, le distingue du Plongeon à bec blanc ou du Plongeon arctique. Contrairement au Plongeon catmarin, le bec est tenu horizontalement.
En plumage nuptial acquis lors d'une mue pré-nuptiale complète (les rémiges tombant simultanément, l'oiseau ne peut plus alors voler) de février à avril, les adultes ont la tête et le collier noirs avec des reflets verts et bleus, la gorge blanche présente des rayures longitudinales noires, de même que le croissant clair situé entre la tête et le collier. Le ventre est blanc et le dos orné d’un dessin en damier noir et blanc.
Le plumage d’hiver, acquis lors de la mue post-nuptiale partielle entre fin juillet et janvier, est plus terne, d'un gris assez clair, la nuque plus sombre que le dos ; le menton et l’avant du cou sont blancs. On peut alors confondre ce plongeon avec des juvéniles de Grand cormoran, mais ces derniers ont le cou nettement plus long et n'ont pas le bec en poignard. À cette époque, le bec présente une teinte gris pâle.
Les juvéniles du Plongeon huard sont plus brunâtres que les adultes avec des iris brun rouge et un bec blanc bleuâtre. Les plumes des parties supérieures sont largement bordées de gris clair. Ils muent partiellement en décembre et janvier. Ils arborent alors un plumage intermédiaire. Le plumage nuptial complet n'est acquis qu'en février à la fin de leur deuxième hiver.

## Comportement

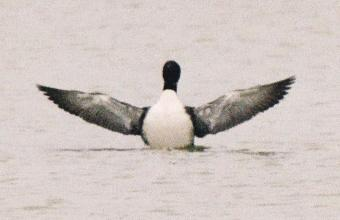
Le huard se dresse souvent sur l'eau en battant des ailes, révélant son dessous blanc pur.

### Vol
Le plongeon huard a un décollage lourd, sa masse exigeant un élan important.

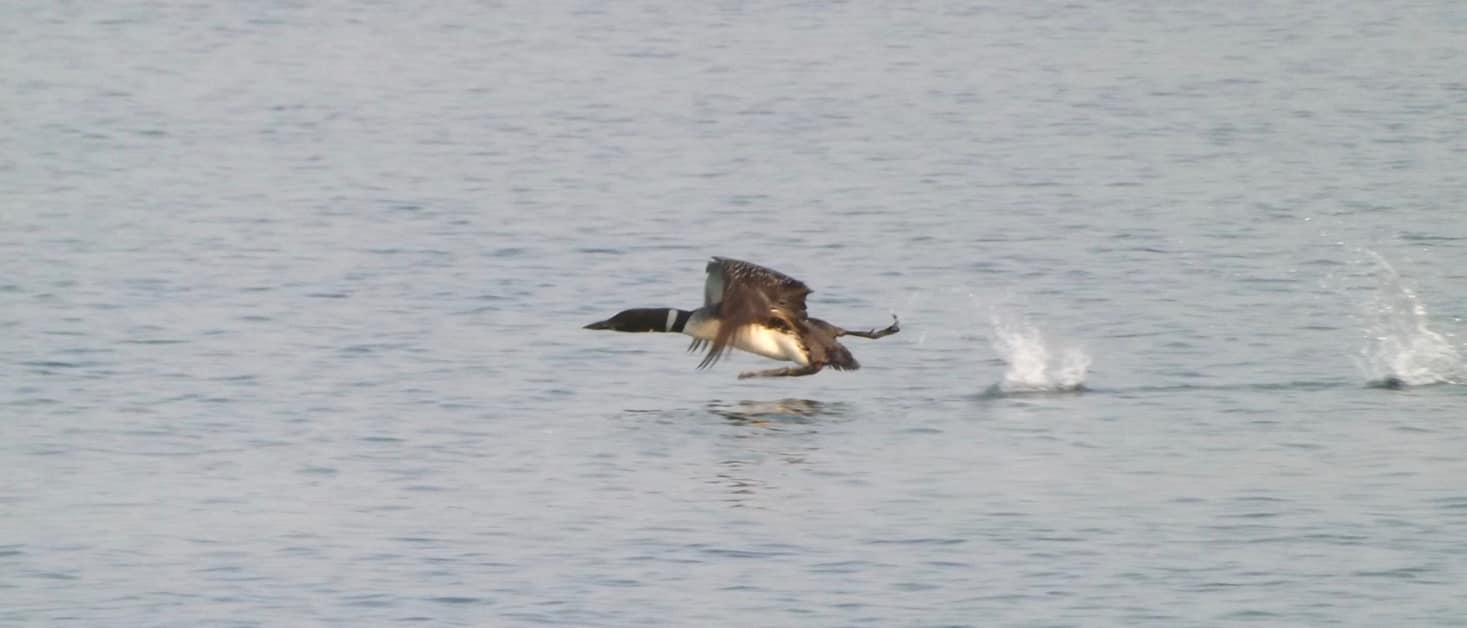
Début du décollage du plongeon huard

Il vole avec le cou tendu, légèrement vers le bas, jusqu'à 40 km/h.

### Alimentation
Cette espèce, comme tous les plongeons, est essentiellement piscivore, capturant ses proies sous l’eau à une profondeur de 10 à 12 m (certains auteurs citent des records allant jusqu’à une profondeur de 70 mètres). Il peut avaler des poissons dont la taille peut atteindre 28 cm. Il consomme aussi bien des espèces marines (morue, hareng, sprat, aiglefin, merlan, grondin tel le grondin gris, flet, etc.) que des espèces d'eau douce (épinoche, anguille, perche, gardon, poisson-chat, truite de lac, omble de fontaine par exemple). Il peut aussi se nourrir de petits mollusques, crustacés et céphalopodes, voire d'annélides. On a aussi retrouvé dans son estomac des végétaux aquatiques en quantité telle qu'il ne peut s'agir d'une absorption fortuite.

### Relations intra et interspécifiques

#### Cri
Cet oiseau est plutôt silencieux en hiver. Quand il vole, il peut pousser un "kvouk" glapissant. Sur l'aire de nidification au printemps, il émet des rires bruyants formés de 7 ou 8 notes et répétés plusieurs fois. Il lance aussi de longs cris perçants, considérés comme nostalgiques, pouvant s'entendre très loin.

#### Prédation
Ces plongeons peuvent être chassés par des loutres et de grands rapaces (pygargue à tête blanche, balbuzard). Mais ce sont surtout les œufs et les poussins qui sont exposés à la prédation, surtout par le goéland, le corbeau, la corneille, le pygargue à tête blanche, le raton laveur, la mouffette, le vison, la belette, la tortue serpentine et les gros poissons.

### Reproduction

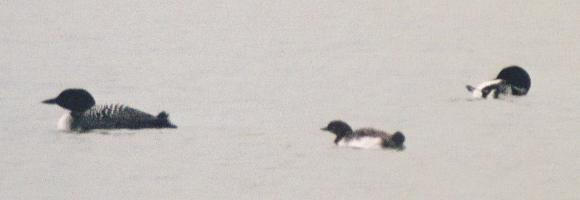
Une famille de plongeon huard

La maturité sexuelle survient à 2 ou 3 ans. Sa longévité, bien qu'encore non déterminée, est d'au moins 8 ans ; elle est estimée à 20 ans.

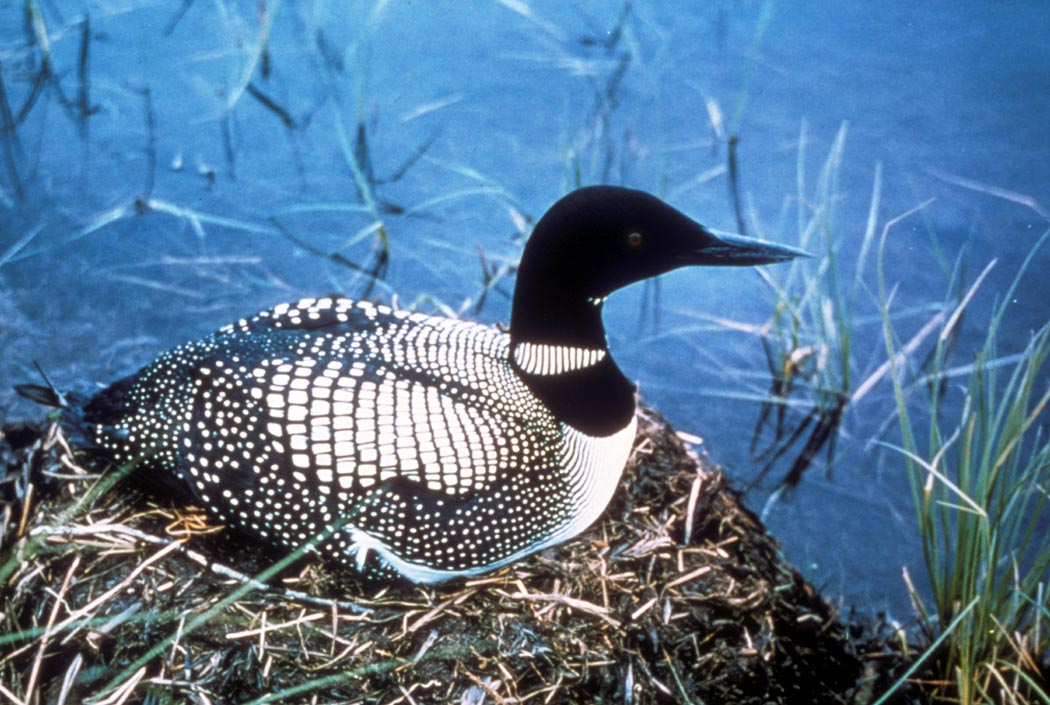
Plongeon huard au nid

Les adultes instaurent un territoire de 24 à 80 ha qu'ils patrouillent régulièrement et défendent avec énergie. Cet oiseau monogame pose son nid sur les rives ou les îlots d'un lac, au contact de l'eau, de sorte que lorsqu'il sort de son nid, il lui suffit de se laisser glisser sur le ventre pour se retrouver à l'eau. Ce nid est assez grand, constitué de fragments de plantes aquatiques, avec un creux profond où la femelle dépose, en mai ou juin, deux œufs en général. Les œufs sont bruns, avec quelques taches plus foncées, plus nombreuses vers la pointe.

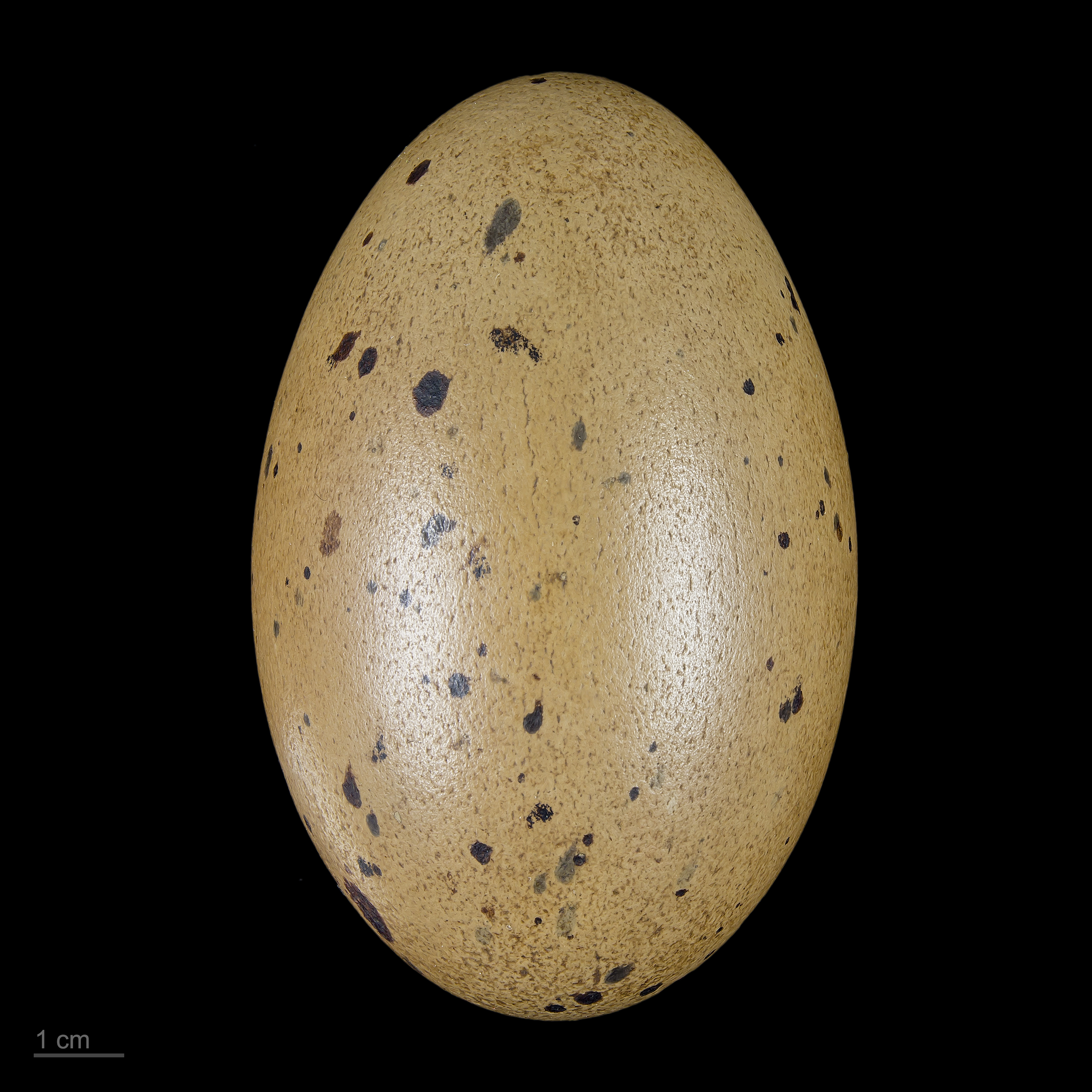
Gavia immer - MHNT

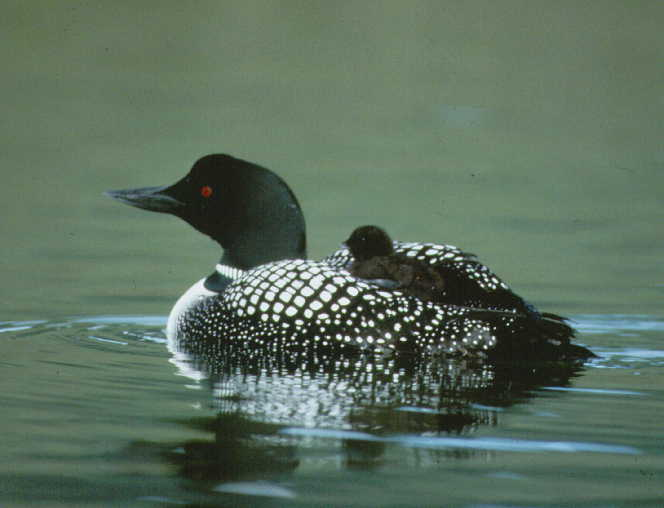
Plongeon huard portant un petit

L'incubation dure environ 30 jours et est assurée par les deux parents. Nidifuges, les poussins suivent leurs parents à l'eau dès qu'ils sont secs. Ces derniers les promènent parfois sur leur dos ou sous leurs ailes. Les petits sont capables de réaliser de courtes plongées au bout de deux jours, et peuvent voler après deux ou trois mois.

## Répartition et habitat

### Répartition
Cet oiseau niche au Groenland, au Canada, dans certaines régions du Nord des États-Unis, en Alaska, sur l'île des Ours et à Jan Mayen. Il en existe une petite population en Islande. En hiver, il fréquente les côtes des océans Pacifique et Atlantique ou les grands lacs proches de la côte (voir carte de répartition).
Un plongeon huard s'est montré dans le Pilat en France fin 2018.
Un plongeon huard a nidifié pour la première fois en Pologne en 2023, près de Szczecin.

### Habitat
Pendant la nidification, cet oiseau fréquente généralement les lacs et grandes mares des zones côtières septentrionales, dans un paysage de toundra. Sa zone d’hivernage est plus vaste ; il hiverne en mer et sur de grands lacs et gravières.

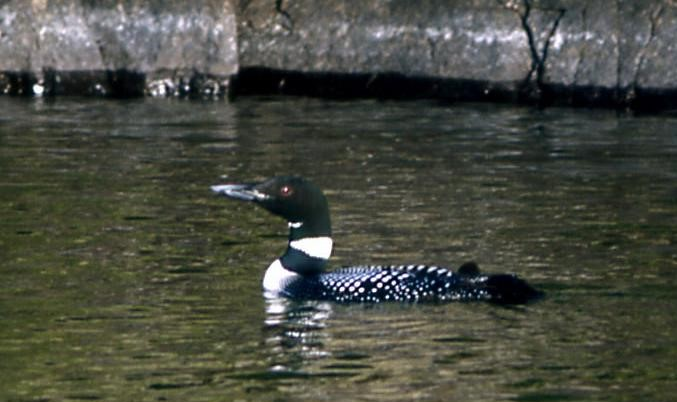
Gavia immer (Yellowstone National Park)

### Migration
De tous les plongeons, les plongeons Huards sont ceux qui gagnent le moins souvent l'intérieur des terres. Ils migrent généralement au-dessus de la mer, à une certaine distance de la côte. Ces oiseaux quittent l'aire de nidification en septembre. La migration s'effectue de jour, seul ou en formation pouvant compter jusqu'à 15 individus. Pendant la migration vers le sud, ils peuvent passer la nuit en bandes de plusieurs centaines d'individus et se concentrer sur de grands lacs.

## Position systématique
Cet oiseau était aussi connu sous le nom de plongeon imbrin en Europe et huart (ou huard) à collier en Amérique avant la normalisation du nom en 1993.
Cette espèce de plongeon est une des quatre visibles en Europe.
Son nom vernaculaire plongeon vient du latin plumbicare (s'enfoncer) ; imbrin est une déformation de imbrim (cité par Buffon) qui était l'appellation nordique de cet oiseau (voir himbrini ci-dessous). Le terme huard fait référence à son cri.
Le nom de genre Gavia vient du latin et désigne un oiseau marin. Le terme immer a une étymologie plus confuse. Selon Jobling, il viendrait du terme islandais himbrini signifiant hurleur des flots. P. Cabart et B. Chauvet rappellent cependant que immergo signifie plonger en latin…

## Statut et préservation
Cet oiseau a disparu de quelques lacs de l’Est de l’Amérique du Nord à cause des effets des pluies acides et de la pollution. Sur certains lacs, des plates-formes flottantes artificielles ont été mises à la disposition des plongeons pour leur permettre d’y nicher, afin de réduire l’impact des variations du niveau de l’eau dues à des barrages ou d’autres activités humaines. En Europe, l'espèce est menacée par la pollution aux hydrocarbures, la diminution des ressources en poisson et par la détérioration de son habitat.
La population européenne de ce plongeon n'est estimée qu'à 300 couples (hors Groenland), ce qui motive sa protection au niveau européen par la Directive oiseaux depuis 1979 (directive reconduite en 1985, 1991 et 1997), par la Convention de Berne (protection de la vie sauvage) depuis 2002, ainsi que par le CMS (Convention de Bonn) et l'AEWA (qui a classé depuis 2002 les populations hivernant en Europe en catégorie A1c, c'est-à-dire très menacée),.
Birdlife International indique une population européenne de 700 à 2 300 couples en été (Groenland inclus), et 5 400 individus hivernants. La population de Gavia immer semblant stable, et ayant une représentation plus importante en dehors de l'Europe, Birdlife International considère que cet oiseau n'est pas menacé. De même, l'AEE a classé cette espèce dans la catégorie "sécurisée", même si elle a été déclarée "en danger" sur le territoire allemand.
L'UICN, pour sa part, le place dans la catégorie "préoccupation mineure", estimant que sa population mondiale comprend 580.000 individus. Son aire de répartition est estimée à 10 millions de km².

## Le Plongeon huard dans la culture
Plusieurs pays ont émis des timbres à l'effigie de cet oiseau
(Islande en 1966, Groenland en 1988, Canada en 1998, États-Unis en 1952, réédité en 1982).
Le Plongeon huard figure sur la pièce canadienne de 1 dollar ainsi qu'au verso de l'ancien billet de 20 $ CA mis en circulation en 1991 dans une série Les oiseaux du Canada ; le dollar canadien est ainsi surnommé « huard » au Canada.
C’est aussi l’oiseau officiel de la province de l'Ontario et de l’État du Minnesota, aux États-Unis[réf. souhaitée].
Certaines communautés autochtones de Colombie-Britannique croient que les cris de cet oiseau annoncent la pluie, voire la provoquent[réf. souhaitée].
L'oiseau est présent dans le film d'animation Le Monde de Dory, sorti en 2016.